# アンドレイ・バキチ

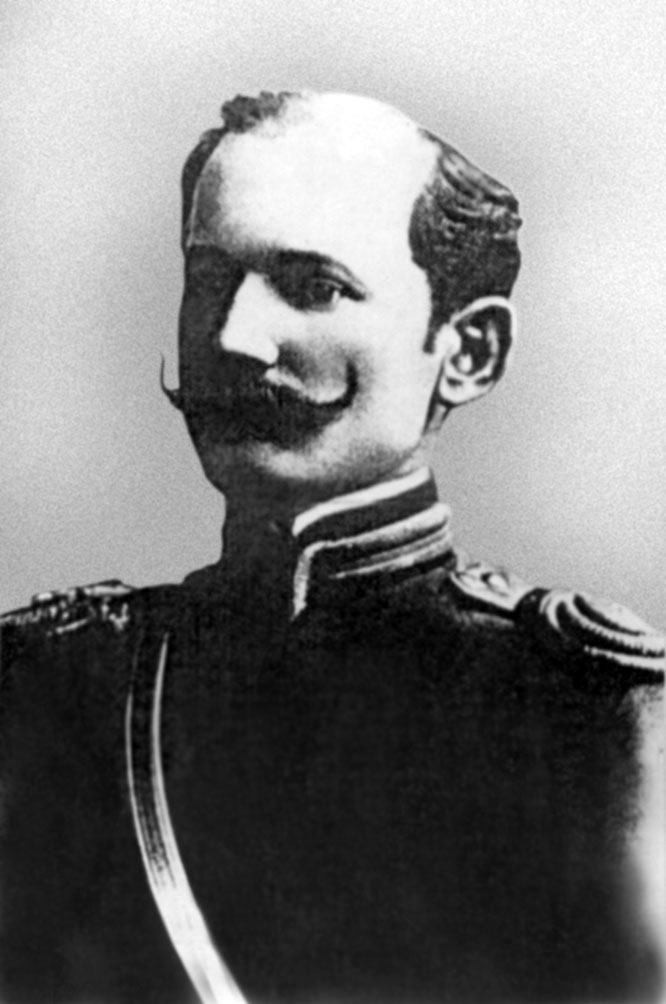
撮影年不詳

アンドレイ・ステパノヴィッチ・バキチ（ロシア語: Андрей Степанович Бакич、1874年 - 1922年5月）は、ロシア帝国、白軍の軍人。中将。

## 経歴
ロシア帝国軍では大佐まで昇進した。ロシア革命後、1918年9月～11月、人民ポヴォルガ軍のオレンブルク・コサック支隊長となる。1918年11月～1919年3月、独立ウラル軍のコサック集団とスィズラン歩兵師団長。1919年3月～8月、第4オレンブルク軍団長となったが、同年4月～6月のオレンブルクの戦いで敗れた。1919年9月～1920年5月、ボリス・アンネンコフ将軍のセミレーチエ軍の指揮の下、アレクサンドル・ドゥトフ将軍のオレンブルク軍の「北部集団」指揮官となる。
セミレチエで赤軍に敗れた後、1920年5月27日、ドゥトフ将軍等と共に中国に渡り、抑留された。ドゥトフ将軍が暗殺された後、1921年3月7日、在華オレンブルク軍の指揮を引き受けた。中国当局との軋轢を避けるために、部下の同意なく、部隊を「独立軍団」に改称し、同年4月、モンゴルに移った。
モンゴル遠征中に部隊は消耗したが、残余部隊は、シャラ・スメ市を奪取した。バキチは、ロマン・ウンゲルン将軍のアジア軍団と接触し、彼の指揮下に入った。ウンゲルンと共同でソ連に対して襲撃を行い、1921年10月、赤軍の第13騎兵旅団を撃破した。その後、残余部隊と共にモンゴルに逃亡。
1922年初め、ソ連内務人民委員部（NKVD）のエージェントにより誘拐され、ソ連に連れ去られた。ノヴォシビルスクでの「公開」裁判において死刑を言い渡され、同年5月に銃殺。